# Paluel
Paluel és un municipi francès situat al departament del Sena Marítim i a la regió de Normandia. L'any 2007 tenia 454 habitants.

## Demografia

### Població
El 2007 la població de fet de Paluel era de 454 persones. Hi havia 162 famílies de les quals 36 eren unipersonals (20 homes vivint sols i 16 dones vivint soles), 43 parelles sense fills, 67 parelles amb fills i 16 famílies monoparentals amb fills.
La població ha evolucionat segons el següent gràfic:
Habitants censats

### Habitatges
El 2007 hi havia 261 habitatges, 174 eren l'habitatge principal de la família, 79 eren segones residències i 8 estaven desocupats. 211 eren cases i 14 eren apartaments. Dels 174 habitatges principals, 106 estaven ocupats pels seus propietaris, 61 estaven llogats i ocupats pels llogaters i 7 estaven cedits a títol gratuït; 3 tenien una cambra, 9 en tenien dues, 27 en tenien tres, 49 en tenien quatre i 87 en tenien cinc o més. 161 habitatges disposaven pel capbaix d'una plaça de pàrquing. A 76 habitatges hi havia un automòbil i a 79 n'hi havia dos o més.

### Piràmide de població
La piràmide de població per edats i sexe el 2009 era:
| Homes | Edats   | Dones |
| ----- | ------- | ----- |
| 0     | 95 o +  | 0     |
| 0     | 90 a 94 | 0     |
| 4     | 85 a 89 | 8     |
| 0     | 80 a 84 | 8     |
| 8     | 75 a 79 | 4     |
| 8     | 70 a 74 | 20    |
| 12    | 65 a 69 | 16    |
| 4     | 60 a 64 | 4     |
| 4     | 55 a 59 | 12    |
| 12    | 50 a 54 | 12    |
| 24    | 45 a 49 | 12    |
| 20    | 40 a 44 | 12    |
| 20    | 35 a 39 | 24    |
| 8     | 30 a 34 | 16    |
| 12    | 25 a 29 | 4     |
| 4     | 20 a 24 | 4     |
| 12    | 15 a 19 | 12    |
| 20    | 10 a 14 | 28    |
| 20    | 5 a 9   | 32    |
| 0     | 0 a 4   | 8     |

## Economia
El 2007 la població en edat de treballar era de 288 persones, 211 eren actives i 77 eren inactives. De les 211 persones actives 189 estaven ocupades (109 homes i 80 dones) i 22 estaven aturades (11 homes i 11 dones). De les 77 persones inactives 23 estaven jubilades, 22 estaven estudiant i 32 estaven classificades com a «altres inactius».

### Ingressos
El 2009 a Paluel hi havia 173 unitats fiscals que integraven 462,5 persones, la mediana anual d'ingressos fiscals per persona era de 16.345 €.

### Activitats econòmiques
Dels 37 establiments que hi havia el 2007, 9 eren d'empreses extractives, 1 d'una empresa de fabricació de material elèctric, 4 d'empreses de fabricació d'altres productes industrials, 9 d'empreses de construcció, 2 d'empreses de comerç i reparació d'automòbils, 1 d'una empresa de transport, 5 d'empreses d'hostatgeria i restauració, 2 d'empreses d'informació i comunicació, 1 d'una empresa immobiliària i 3 d'empreses de serveis.
Dels 10 establiments de servei als particulars que hi havia el 2009, 1 era un paleta, 2 guixaires pintors, 1 fusteria, 4 electricistes, 1 empresa de construcció i 1 restaurant.
L'únic establiment comercial que hi havia el 2009 era una carnisseria.
L'any 2000 a Paluel hi havia 19 explotacions agrícoles que ocupaven un total de 602 hectàrees.

## Equipaments sanitaris i escolars
El 2009 hi havia una escola elemental integrada dins d'un grup escolar amb les comunes properes formant una escola dispersa.

## Poblacions més properes
El següent diagrama mostra les poblacions més properes.